# NGC 6624
NGC 6624 es un cúmulo globular en la constelación de Sagitario, al sureste de Kaus Medius (δ Sagittarii). Es un cúmulo poco denso, de clase VI, que se encuentra a unos 26 000 años luz de distancia. Fue descubierto por William Herschel en 1784.
Utilizando la Cámara de Objetos Tenues de la ESA a bordo del Telescopio Espacial Hubble se ha estudiado la luz ultravioleta de las estrellas del cúmulo. Una de las estrellas, la más azul y caliente, es la más luminosa en luz ultravioleta. Se encuentra en la posición de una fuente de rayos X conocida como 4U 1820-30. Se sabe que esta fuente de rayos X es un sistema binario formado por una estrella de neutrones y una enana blanca, que completan una órbita la una alrededor de la otra en sólo once minutos. La radiación ultravioleta proviene del disco de gas que rodea a la estrella de neutrones.